# Razhroščevanje
Razhroščevanje (angleško debugging) izvira iz dobe prvih računalnikov na elektronike, ko so se vešče in hrošči (»bug«) nalepili na vroče elektronke. Zaradi tega so se pojavile napake v delovanju. Danes razhroščevanje uporabljamo pri programiranju, ko pride do sintaktične napake (napačno črkovanje ipd.). Napaka se lahko pojavi takoj pri zagonu programu ali pa pri točno določeni kombinaciji. Za odpravljanje hročev je na razpolago veliko programov, ki napake popravijo ali ob večji napaki zamenjajo datoteko, ki vsebuje napako.